# Markel Humphrey
Markel Humphrey (Atlanta, 21 novembre 1987) è un cestista statunitense, professionista nei Paesi Bassi, Francia, e Svizzera.

## Carriera
Dopo i quattro anni di college alla Marshall University (11,89 punti a partita complessivamente) si trasferisce nel massimo campionato olandese con la maglia dei Matrixx Magixx di Nimega, con cui gioca tre stagioni e mantiene 15,78 punti di media nella stagione 2011-2012.
 L'anno successivo è in Francia con il Bordeaux che milita nella Pro B. Rimane altre due stagioni nella seconda serie francese, passando prima per il Saint-Quentin e poi per l'Aix Maurienne, mantenendo sempre medie in doppia cifra.
 Per la stagione 2015-2016 passa in Svizzera, firmando per i campioni in carica della LNA, Lions de Genève, mentre l'anno successivo vince lo stesso campionato con la maglia del B.B.C. Monthey. Dopo due stagioni a Monthey torna a Ginevra, dove firma il 20 giugno 2018 un annuale.

## Palmarès

### Squadra
- Campionato svizzero: 1

Monthey: 2016-17
- Coppa di Lega svizzera (pallacanestro): 2

Monthey: 2017
Lions de Genève: 2019
- Supercoppa di Svizzera: 2

Lions de Genève: 2018, 2019

### Personale
- DBL All-Star: 2

2010, 2011
- DBL All-Star Game MVP: 1

2011